# Полет 1492 на „Аерофлот“
Полет 1492 на „Аерофлот“ е редовен вътрешен пътнически полет от международното летище „Шереметиево“, Москва, до летище „Мурманск“, Мурманск, Русия, управляван от „Аерофлот“. На 5 май 2019 г. самолетът „Сухой Суперджет 100-95B“, който изпълнява полета, е ударен от мълния, докато набира височина след излитане от Москва, което довежда до електрическа повреда. Екипажът предприема действия за аварийно кацане на международното летище „Шереметиево“, но при кацането машината отскача и се удря в пистата, а това води до счупване на предния колесник, разлив на гориво от крилата и пожар. Огънят обхваща задната част на самолета и убива 41 от 78-те пътници и екипаж на борда.
Окончателният доклад, издаден през март 2025 г., не открива конструктивни недостатъци. Разследващите заключават, че твърдото кацане се дължи на човешки фактори. Препоръчва се преглед на конструкцията на колесника и на възможността за възстановяване на нормалното управление на полета, както и анализ на натоварването на екипажа, изправен пред множество съобщения за повреди. Препоръчано е и допълнително обучение на екипажа по въпроси, свързани с пилотирането в режим на ръчно управление.
Разследващите повдигат обвинения срещу капитана през октомври 2019 г., като поискват седемгодишна присъда. Според говорител на руския Следствен комитет действията му „са нарушили съществуващите разпоредби и са довели до унищожение и пламване на пожар“. На 20 юни 2023 г. съдът осъжда капитан Денис Евдокимов да прекара следващите шест години в колония.